# Jet (physique des particules)
Pour les articles homonymes, voir Jet.

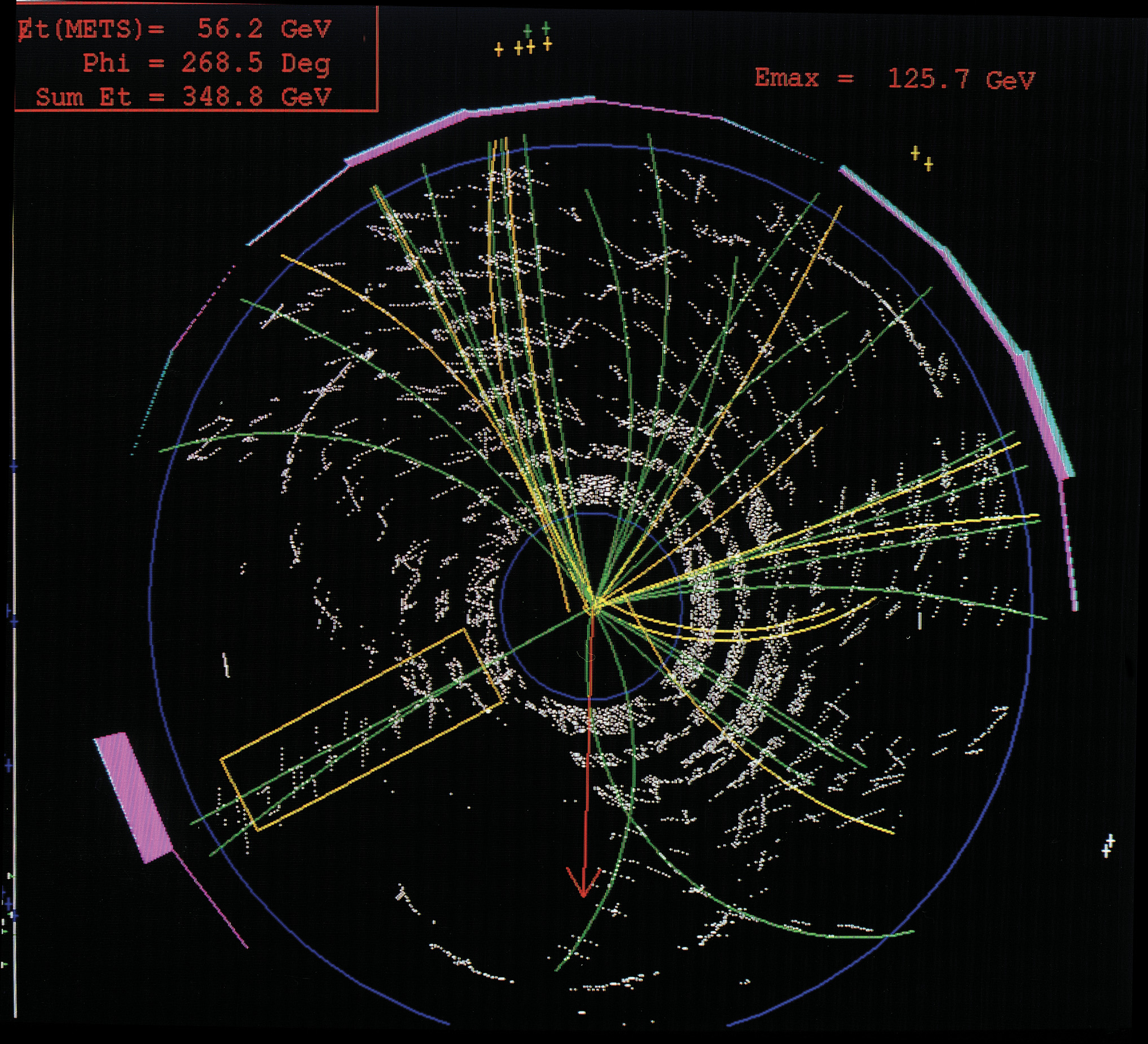
Traces de décompositions sous forme de jets de pairs de quarks top et anti quark top, accompagnées de traces d'autres particules dans le détecteur CDF du Tevatron.

Un jet, en physique des particules, est un type particulier de gerbe hadronique composée de quarks et de gluons. Les jets sont produits dans des collisionneurs hadroniques à très haute énergie, tels que le LHC.
Les jets sont issus de la matérialisation de l'énergie, issue de l'annihilation d'une particule avec son anti-particule.